# Festival Internacional de Cine de Venecia
El Festival de Cine de Venecia o el Festival Internacional de Cine de Venecia (en italiano: Mostra Internazionale d'Arte Cinematografica della Biennale di Venezia, "Exposición Internacional de Arte Cinematográfico de la Bienal de Venecia ") es un festival de cine anual que se celebra en Venecia, Italia. Es el festival de cine más antiguo del mundo y uno de los "Cinco Grandes" festivales de cine internacionales del mundo, que incluyen los Tres Grandes Festivales de Cine Europeo, junto con el Festival de Cine de Toronto en Canadá y el Festival de Cine de Sundance en Estados Unidos. Estos festivales son reconocidos internacionalmente por brindar a los creadores la libertad artística de expresarse a través del cine. En 1951, la FIAPF acreditó formalmente el festival.
Fundado por Giuseppe Volpi, abuelo de la famosa productora Marina Cicogna en Venecia en agosto de 1932, el festival forma parte de la Bienal de Venecia, una de las exposiciones de arte más antiguas del mundo, creada por el Ayuntamiento de Venecia el 19 de abril de 1893. La gama de trabajos de la Bienal de Venecia abarca ahora arte, arquitectura, danza, música, teatro y cine italianos e internacionales. Estas obras se exponen en exposiciones independientes: la Exposición Internacional de Arte, el Festival Internacional de Música Contemporánea, el Festival Internacional de Teatro, la Exposición Internacional de Arquitectura, el Festival Internacional de Danza Contemporánea, el Carnaval Internacional Infantil y el Festival de Cine de Venecia anual. que es posiblemente el más conocido de todos los eventos.
El festival se celebra a finales de agosto o principios de septiembre en la isla del Lido en la laguna de Venecia. Durante el festival, Venecia alberga muchos eventos y fiestas, entrevistas y reuniones con cineastas y actores todas las noches, los lugares abren toda la noche y se celebran fiestas en hermosos palacios y jardines de casinos. Las proyecciones tienen lugar en el histórico Palazzo del Cinema en el Lungomare Marconi. El festival sigue siendo uno de los más populares y de más rápido crecimiento del mundo.
La 81ª edición del Festival Internacional de Cine de Venecia se celebrará del 28 de agosto al 7 de septiembre de 2024.

## Historia

### Década de 1930
Durante la década de 1930, el gobierno y los ciudadanos italianos estaban muy interesados en el cine. Del dinero que los italianos gastaron en eventos culturales o deportivos, la mayor parte se destinó a películas. La mayoría de las películas proyectadas en Italia eran estadounidenses, lo que llevó a la participación del gobierno en la industria cinematográfica y al anhelo de celebrar la cultura italiana en general. Con esto en mente, el Festival Internacional de Cine de Venecia fue creado por Giuseppe Volpi, Luciano de Feo y Antonio Maraini en 1932. Volpi, un estadista, rico hombre de negocios y ávido fascista que había sido ministro de Finanzas de Benito Mussolini, fue nombrado presidente de la Bienal de Venecia ese mismo año. Maraini se desempeñó como secretario general del festival y De Feo encabezó su comité ejecutivo.
La noche del 6 de agosto de 1932, el festival se inauguró con la proyección de la película estadounidense Dr. Jekyll y Mr. Hyde en la terraza del Hotel Excelsior Palace. Un total de nueve países participaron en el festival, que finalizó el 21 de agosto.
En el primer festival no se entregaron premios, pero se celebró un referéndum entre el público para determinar qué películas y actuaciones eran más loables. La película francesa À Nous la Liberté fue elegida Film Più Divertente (la película más divertida). El pecado de Madelon Claudet fue elegida la película Più Commovente (la película más emotiva) y su protagonista, Helen Hayes, la mejor actriz. La película más original (Film dalla fantasia più originale) fue otorgada al Dr. Jekyll y Mr. Hyde, y su protagonista, Fredric March, fue elegido mejor actor.
A pesar del éxito del primer festival, no volvió a realizarse en 1933. En 1934, el festival fue declarado evento anual y la participación aumentó de nueve países a diecisiete. Ese año el festival también entregó sus primeros premios oficiales: la Copa Mussolini a la mejor película italiana, la Copa Mussolini a la mejor película extranjera y la Copa del Ministerio de Empresas. Se entregaron diecisiete premios: catorce a películas y tres a particulares. Cinco películas recibieron menciones honoríficas.
La tercera entrega del festival en 1935 estuvo encabezada por su primer director artístico, Ottavio Croze, quien mantuvo este cargo hasta la Segunda Guerra Mundial. Al año siguiente, se incorporó un jurado al órgano rector del festival; no tenía miembros extranjeros. La mayor parte de los fondos para el festival provino del Ministerio de Cultura Popular, y otras partes de la Bienal y de la ciudad de Venecia.
El año 1936 marcó otro acontecimiento importante en el festival. Una ley elaborada por el Ministerio de Cultura Popular convirtió al festival en una entidad autónoma, separada de la principal Bienal de Venecia. Esto permitió que organizaciones fascistas adicionales, como el Departamento de Cine y la Federación Nacional Fascista de Industrias del Entretenimiento, lo controlan.
El quinto año del festival vio el establecimiento de su sede permanente. Diseñado y terminado en 1937, el Palazzo del Cinema fue construido en el Lido. Desde entonces, ha sido sede de todos los Festivales de Cine de Venecia, excepto los tres años comprendidos entre 1940 y 1942, cuando se celebró fuera de Venecia por temor a bombardeos que nunca llegaron.

### Década de 1940

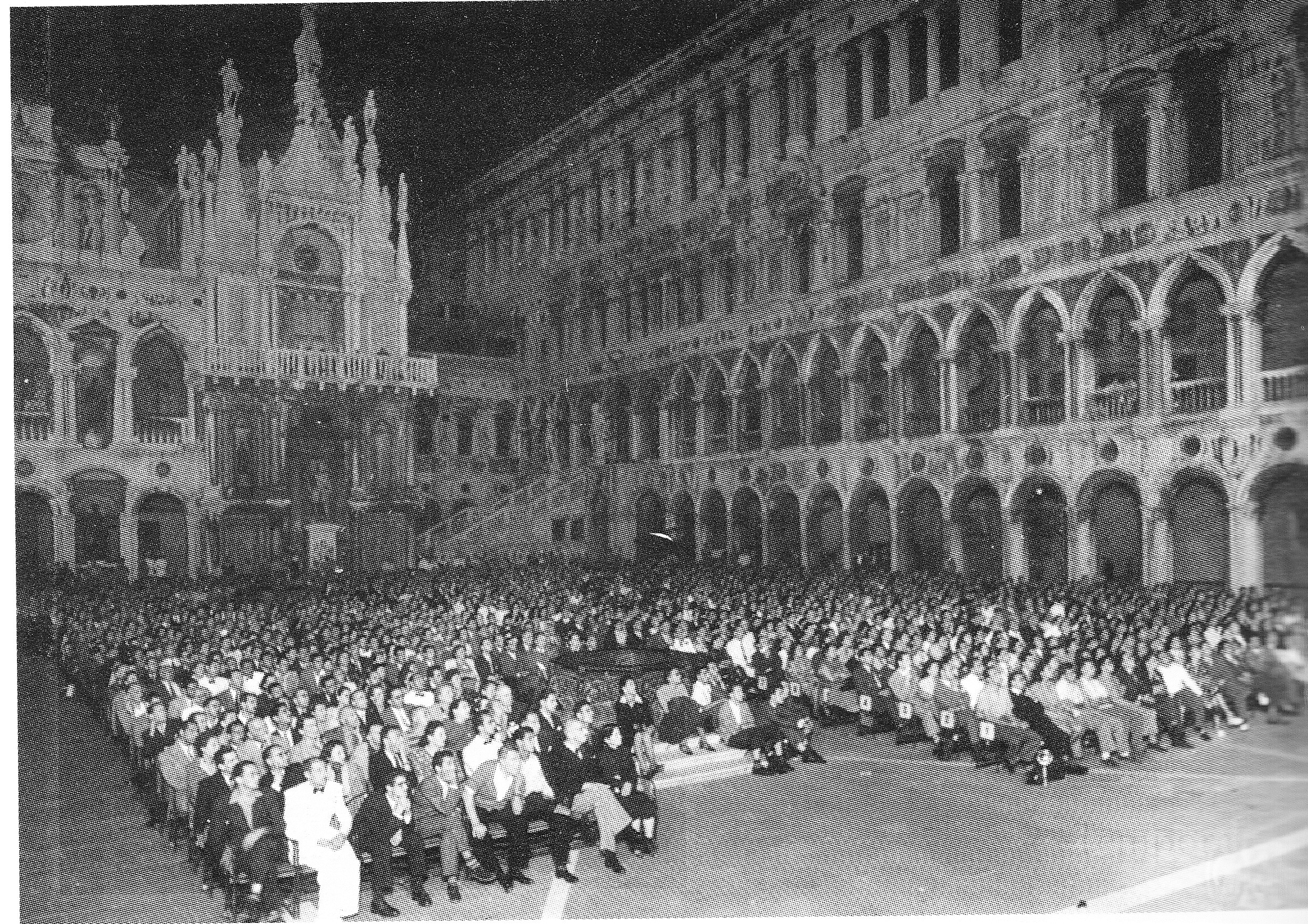
El Palacio Ducal de la Piazza San Marco acogió la edición de 1947.

La década de 1940 representa uno de los momentos más difíciles para el festival. La película de propaganda nazi Heimkehr se presentó en 1941 ganando un premio del Ministerio de Cultura Popular italiano. Con el advenimiento del conflicto la situación degeneró hasta tal punto que las ediciones de 1940, 1941 y 1942, posteriormente se consideran como si no hubieran ocurrido porque se realizaron en lugares alejados del Lido. Además, el festival pasó a llamarse Festival de Cine Italo-Alemán (Manifestazione Cinematográfica Italo-Germainica) en 1940. El festival llevó este título hasta 1942, cuando fue suspendido debido a la guerra.
El festival retomó su apogeo en 1946, después de la guerra. Por primera vez, la edición de 1946 se celebró en el mes de septiembre, de conformidad con un acuerdo con el recién resurgido Festival de Cine de Cannes, que acababa de celebrar su primera reseña en la primavera de ese año. Con la vuelta a la normalidad, Venecia volvió a convertirse en un gran icono del mundo del cine.
En 1947, el festival se celebró en el patio del Palacio Ducal, un escenario magnífico que acogió un récord de 90.000 participantes. El festival de 1947 es considerado una de las ediciones más exitosas en la historia del festival.

### Desarrollo y cierre

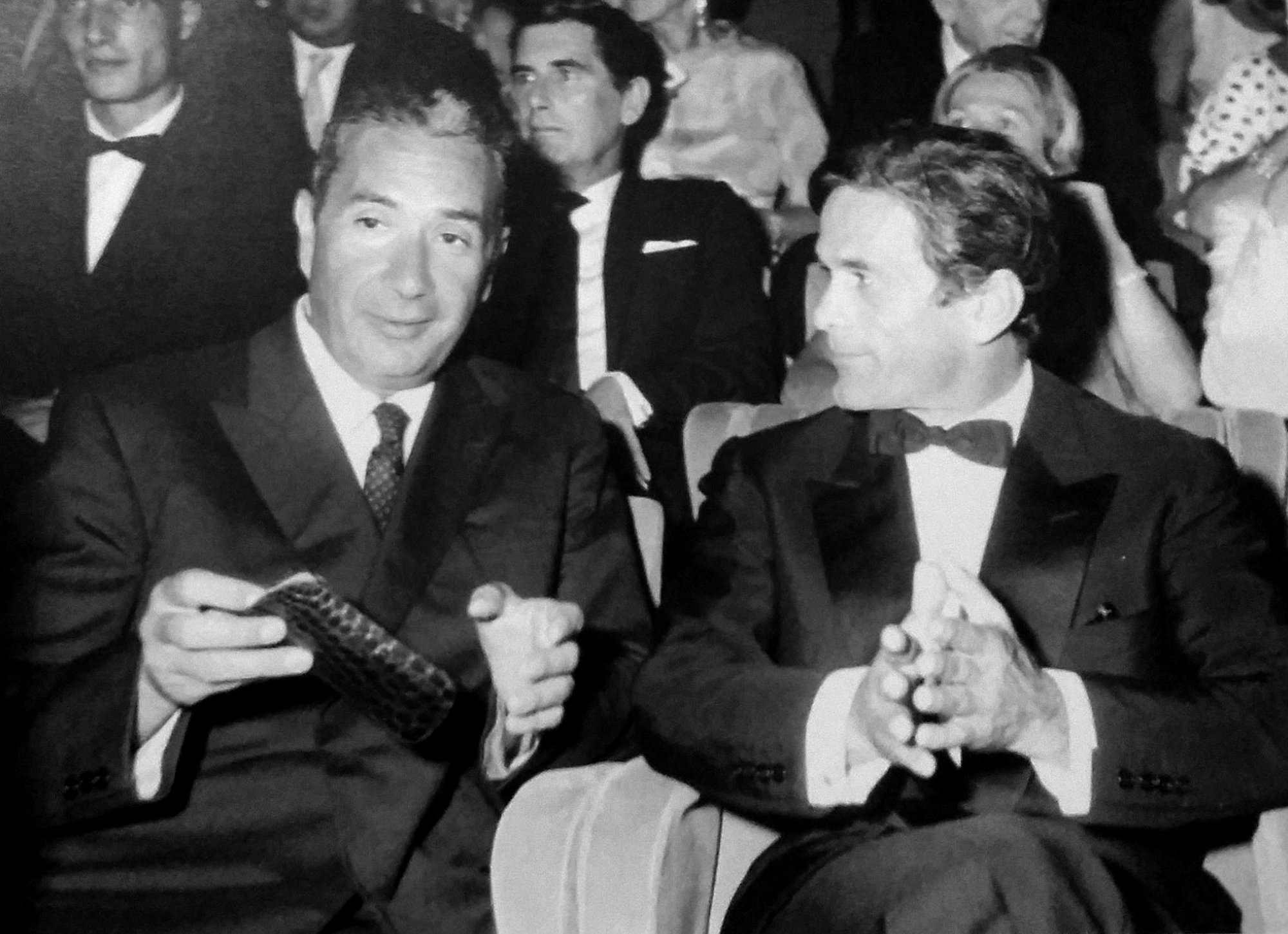
El Primer Ministro italiano Aldo Moro y Pier Paolo Pasolini juntos en Venecia en el estreno de la película El Evangelio según San Mateo en 1964

En 1963, los vientos de cambio soplaron con fuerza durante la dirección del festival por parte de Luigi Chiarini (1963-1968). Durante los años de su dirección, Chiarini aspiró a renovar el espíritu y las estructuras del festival, impulsando una reorganización total de todo el sistema. Durante seis años, el festival siguió un camino coherente, según los rígidos criterios establecidos para la selección de las obras en competición, y se opuso firmemente a las presiones políticas y a las intromisiones de estudios cinematográficos cada vez más exigentes, privilegiando la calidad artística de películas a la creciente comercialización de la industria cinematográfica.
Los disturbios sociales y políticos de 1968 tuvieron fuertes repercusiones en la Bienal de Venecia. De 1969 a 1979 no se entregaron premios y el festival volvió a la no competitividad de la primera edición debido a los Años de Plomo. En 1973, 1977 y 1978 el festival ni siquiera se celebró. El León de Oro no regresó hasta 1980.

### Renacimiento
| Término    | Director          |
| ---------- | ----------------- |
| 1979-1983  | Carlo Lizzani     |
| 1983-1987  | Gian Luigi Rondi  |
| 1987-1992  | Guglielmo Biraghi |
| 1992-1996  | Gillo Pontecorvo  |
| 1996-1998  | Felice Laudadio   |
| 1998-2002  | Alberto Barberá   |
| 2002-2004  | Moritz de Hadeln  |
| 2004-2011  | Marco Muller      |
| desde 2011 | Alberto Barbera   |

El tan esperado renacimiento se produjo en 1979, gracias al nuevo director Carlo Lizzani (1979-1983), que decidió recuperar la imagen y el valor que el festival había perdido durante la última década. La edición de 1979 sentó las bases para la restauración del prestigio internacional. En un intento por crear una imagen más moderna del festival, el neodirector creó un comité de expertos para ayudar en la selección de las obras y aumentar la diversidad de las inscripciones al festival.
En 2004 se creó un festival de cine independiente y paralelo, Giornate degli Autori, en asociación con el festival.
Para celebrar la 70ª edición del festival, en 2013 se creó la nueva sección "Venezia 70 – Future Reloaded".
Durante los últimos años, bajo la dirección de Alberto Barbera, el festival se consolidó como plataforma de lanzamiento de los Oscar, aumentando la presencia de películas estadounidenses y acogiendo los estrenos mundiales de películas ganadoras del Premio de la Academia como Gravity (2013), Birdman ( 2014), Spotlight (2015), La La Land (2016), La forma del agua (2017), La favorita (2018), Roma (2018), Joker (2019), Nomadland (2020), Dune (2021), The Ballena (2022) y Poor Things (2023).
En 2017 se introdujo una nueva sección de películas de realidad virtual. Inicialmente esta sección se llamaba Venice Virtual Reality, pero en 2022 la organización anunció que el nuevo nombre será Venice Immersive. El Festival de Cine de Venecia fue el primero de los "Cinco Grandes" festivales de cine internacionales del mundo en introducir la realidad virtual en el programa del festival. Por lo tanto, Venice Immersive es a nivel mundial el podio más importante para el medio emergente dentro del cine hasta la fecha.
En 2018 Roma, de Alfonso Cuarón, ganó el León de Oro y se convirtió en la primera película producida por un servicio de streaming, Netflix, en ganar en un importante festival de cine.

## Dirección

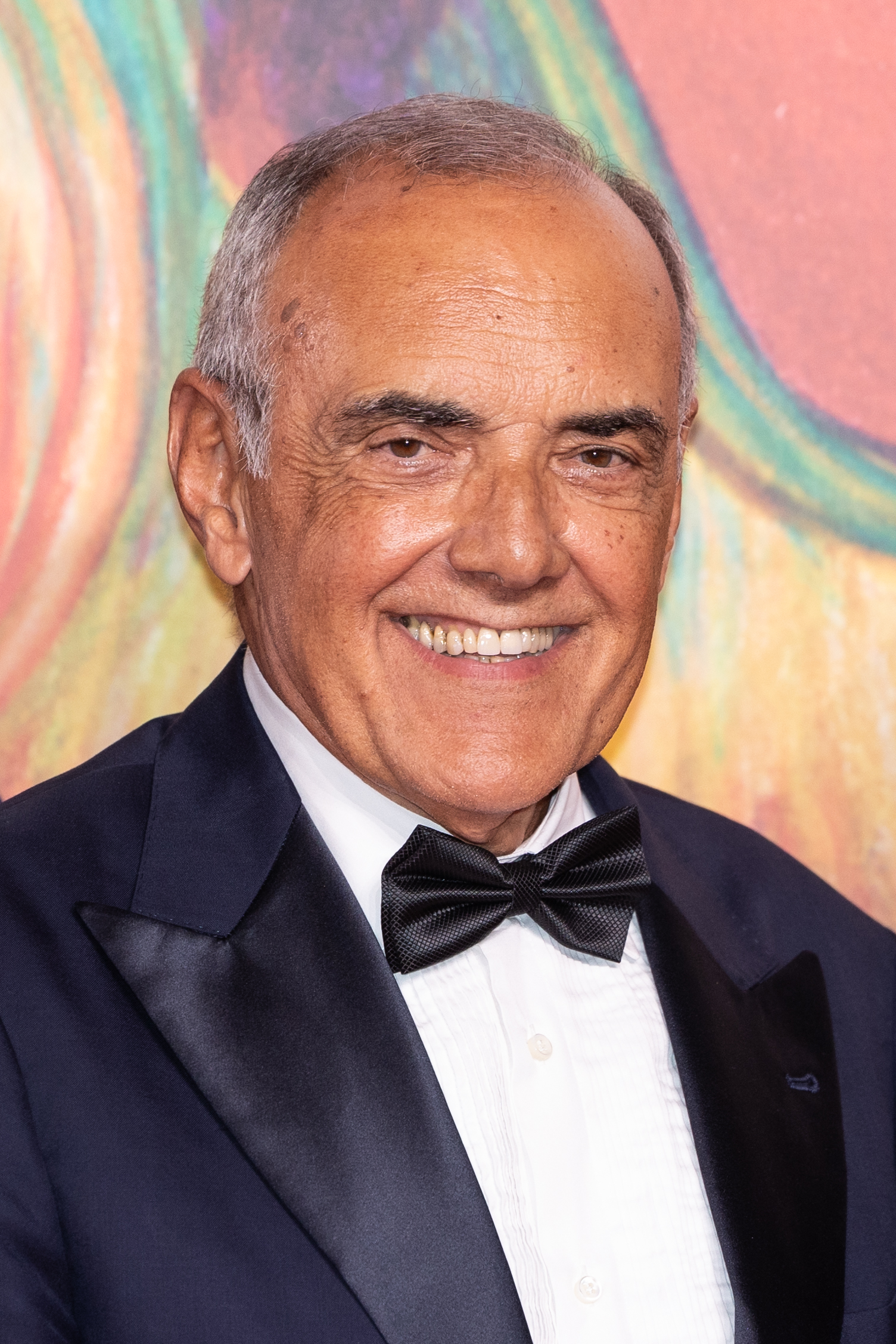
El director del festival Alberto Barbera en la 81° Festival Internacional de Cine de Venecia, 2024.

El presidente de la Bienal de Venecia representa el festival ante sus socios financieros, las autoridades públicas y los medios de comunicación. Es elegido por el Ministerio de Cultura italiano cada 4 años. El actual presidente es Pietrangelo Buttafuoco, designado el 20 de marzo de 2024.  Anteriormente, el cargo lo ocuparon Paolo Baratta (2008-2020) y Roberto Cicutto (2020-2024).
El director del Festival es responsable de coordinar los eventos y es elegido por el presidente de la Bienal de Venecia y sus delegados. El actual director Alberto Barbera fue nombrado el 27 de diciembre de 2011. El 27 de octubre de 2020 se renovó el mandato de Barbera por 4 años más hasta 2024.  En mayo de 2024, su último mandato fue ampliado hasta 2026. Anteriormente ocupó el cargo de 1998 a 2002.

## Programa del festival
El objetivo del Festival de Cine de Venecia es "crear conciencia y promover el cine internacional en todas sus formas, incluido el arte, el entretenimiento y la industria, en un espíritu de libertad y diálogo". El Festival de Cine de Venecia se organiza en varias secciones:
- Selección Oficial - El evento principal del festival.
  - En Competición - Alrededor de 21 películas compiten por el León de Oro.
  - Fuera de Competición - Se presentarán un máximo de 18 obras importantes del año pero no competirán por el premio principal.
  - Orizzonti - Se presentarán las películas que representan las últimas tendencias del cine internacional de la mano de jóvenes talentos.
  - Clásicos de Venecia: se presentará una selección de las mejores restauraciones de películas clásicas.
  - Sconfini: se presentarán un máximo de 10 obras que normalmente incluyen películas de autor y de género, obras experimentales, series de televisión y producciones cross-media.
  - Venecia Inmersiva - Se presentarán un máximo de 30 obras en concurso y fuera de concurso.[25]
- Secciones Independientes y Paralelas - Son programas alternativos dedicados a descubrir otros aspectos del cine.
  - Semana Internacional de la Crítica - No se proyectarán más de 8 óperas primas con reglamento propio.
  - Giornate degli Autori - La ANAC y la Asociación 100 Autori promoverán un máximo de 12 películas.

## Ceremonias
| Años |
| 1932 · 1934 · 1935 · 1936 · 1937 · 1938 · 1939 · 1940 · 1941 · 1942 · 1946 · 1947 · 1948 · 1949 · 1950 · 1951 · 1952 · 1953 · 1954 · 1955 · 1956 · 1957 · 1958 · 1959 · 1960 · 1961 · 1962 · 1963 · 1964 · 1965 · 1966 · 1967 · 1968 · 1969 · 1970 · 1971 · 1972 · 1979 · 1980 · 1981 · 1982 · 1983 · 1984 · 1985 · 1986 · 1987 · 1988 · 1989 · 1990 · 1991 · 1992 · 1993 · 1994 · 1995 · 1996 · 1997 · 1998 · 1999 · 2000 · 2001 · 2002 · 2003 · 2004 · 2005 · 2006 · 2007 · 2008 · 2009 · 2010 · 2011 · 2012 · 2013 · 2014 · 2015 · 2016 · 2017 · 2018 · 2019 · 2020 · 2021 · 2022 · 2023 · 2024 |

## Premios

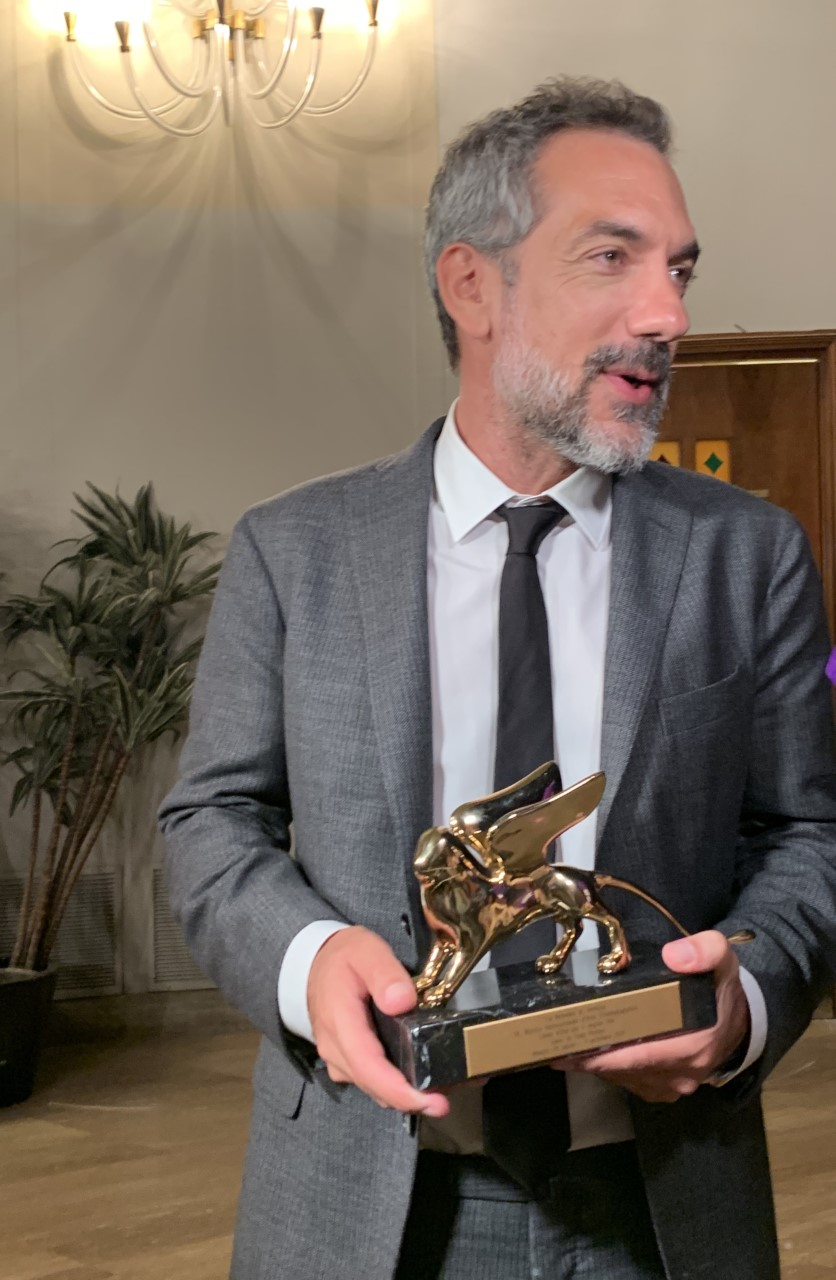
Todd Phillips con el León de Oro conseguido por su película Joker en la edición 2019

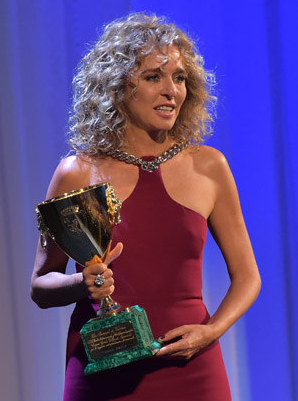
Valeria Golino ganando la Copa Volpi a la mejor actriz en 2015 por Per amor vostro

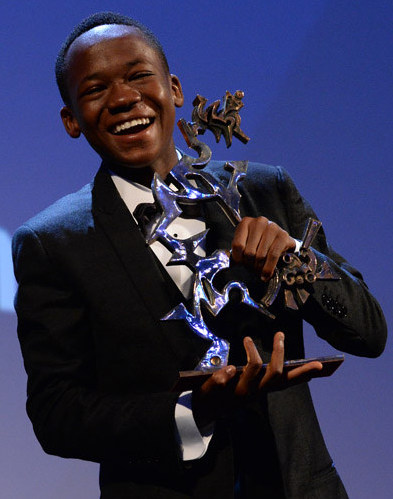
Abraham Attah ganando el premio Marcello Mastroianni en 2015 por Beasts of No Nation

El Festival de Cine cuenta con cuatro jurados para juzgar las candidaturas: Venezia 79, Orizzonti, Premio Venezia Opera Prima “Luigi De Laurentiis” y Venice Immersive. Los premios actuales del Festival de Cine son:

### Selección oficial: En competición
- León de Oro (Leone d'Oro), concedido a la mejor película proyectada en competición en el festival. El premio fue introducido en 1949 como el León de Oro de San Marcos.
- Gran Premio del Jurado, concedido a la segunda mejor película proyectada a competición en el festival
- León de Plata (Leone d'Argento), otorgado al mejor director de la sección competitiva
- Premio Especial del Jurado, otorgado a la tercera mejor película proyectada a competición en el festival
- Copa Volpi (Coppa Volpi), otorgada al mejor actor y a la mejor actriz.
  - Copa Volpi al Mejor Actor
  - Copa Volpi a la mejor actriz
- Osella de Oro, premiada al Mejor Guion y/o a la Mejor Aportación Técnica (cinematografía, música, etc.)
- Premio Marcello Mastroianni, instituido en 1998 en honor al gran actor italiano Marcello Mastroianni fallecido en 1996. El premio fue creado para reconocer a un actor o actriz emergente[26]
- León Especial, concedido por un trabajo global a un director o actor de una película presentada en la sección principal de competición.

### Orizzonti(Horizontes)
Esta sección está abierta a todas las obras de "formato personalizado", con una mirada más amplia hacia las nuevas tendencias en los lenguajes expresivos que confluyen en el cine.
A partir de la 67ª edición del festival, se han establecido cuatro premios de la sección Orizzonti:
- Premio Orizzonti de Largometrajes
- Premio Especial del Jurado Orizzonti (para largometrajes)
- Premio Orizzonti de Cortometraje
- Premio Orizzonti al Mediometraje

Se agregaron más premios en los años siguientes:
- Premio Orizzonti al mejor director
- Premio Orizzonti al mejor actor
- El Premio Orizzonti a la Mejor Actriz
- Premio Orizzonti al mejor guion

### Venice Immersive
Esta es la sección Realidad Extendida del Festival de Cine de Venecia y la Bienal de Venecia, fundada en 2017. Esta sección está dedicada íntegramente a los medios inmersivos e incluye todos los medios de expresión creativa y cinematográfica de Realidad Extendida.
Los premios en esta sección son:
- Gran Premio Inmersivo de Venecia (Gran Premio)
- Premio Especial del Jurado de Inmersión de Venecia (Premio Speciale della Giuria)
- Premio Venecia al Logro Inmersivo (Premio per la Realizzazione)

Las Giornate degli Autori (anteriormente Venice Days) es una sección independiente y paralela fundada en 2004 en asociación con el Festival de Cine de Venecia. Está inspirado en la Quincena de Realizadores del Festival de Cine de Cannes. Anac y 100 autores, asociaciones de directores y autores de cine italianos, se comprometen a apoyar y promover el Giornate.
Los premios en esta sección son:
- Premio Giornate Degli Autori (GDA)
- Premio Cine Etiqueta Europa
- Premio BNP Paribas People's Choice

### León del futuro (Luigi De Laurentis)

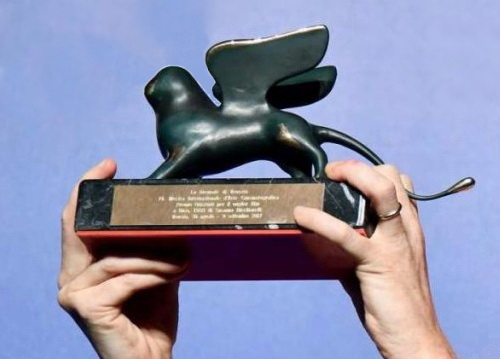
León del futuro

Podrán optar a este premio todos los largometrajes debutantes de las distintas secciones competitivas del Festival de Cine de Venecia, ya sea en Selección Oficial o en las Secciones Independiente y Paralela. El ganador recibirá un premio de 100.000 dólares estadounidenses, que se dividirá en partes iguales entre el director y el productor.

### Premio Gloria al Cineasta

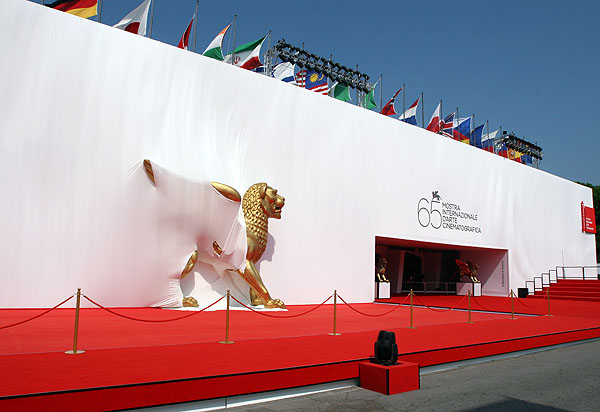
Palacio del Cine durante el 65º Festival Internacional de Cine de Venecia

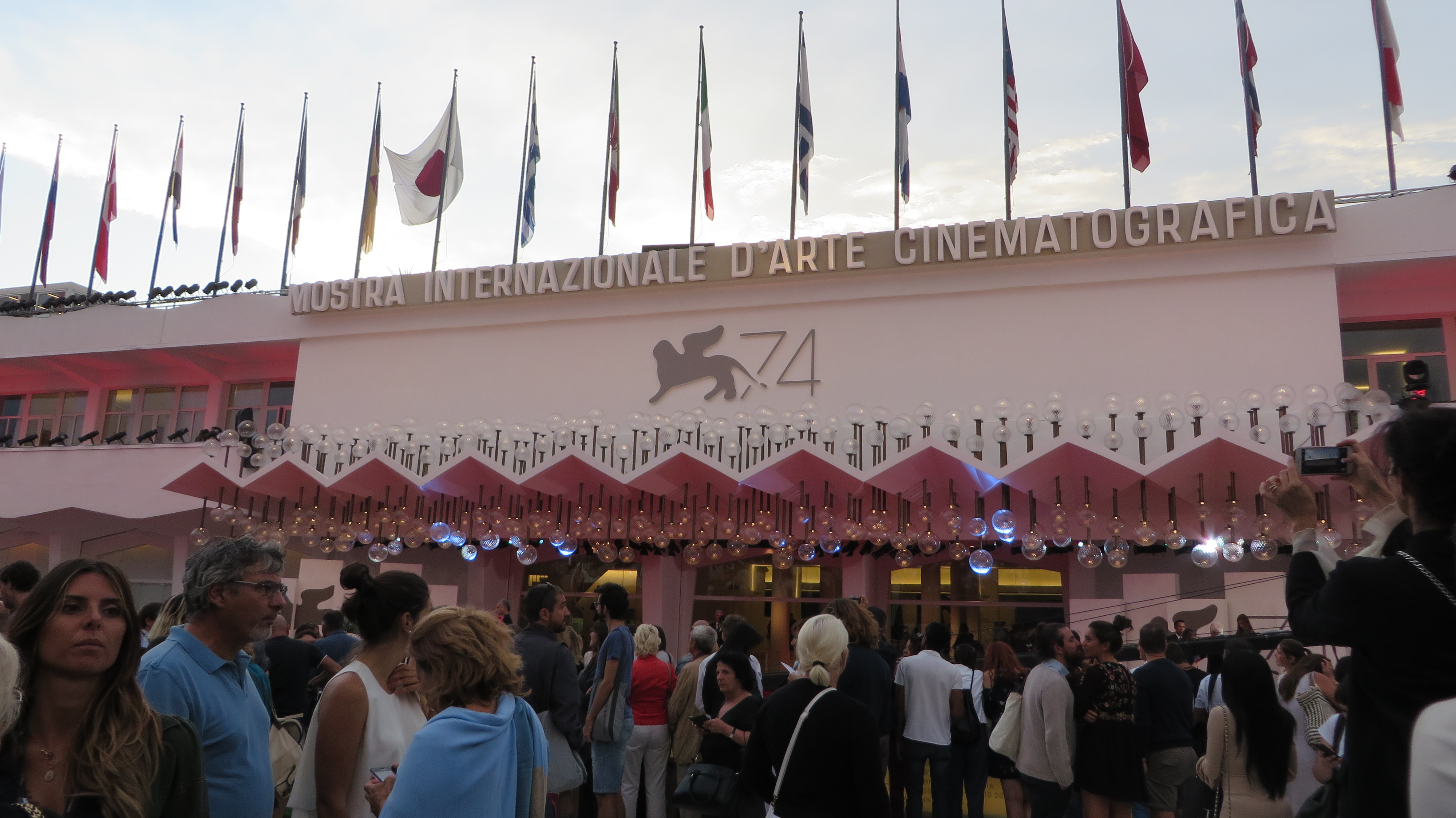
Palacio del Cine durante el 74º Festival Internacional de Cine de Venecia

Premio Jaeger-LeCoultre Gloria al Cineasta, organizado en colaboración con Jaeger-LeCoultre (2006-2020) y Cartier (2021-hoy). Está dedicado a personalidades que han hecho una contribución significativa al cine contemporáneo.
Esta es la lista de ganadores:
| Año  | Director           | Nacionalidad   |
| ---- | ------------------ | -------------- |
| 2006 | Takeshi Kitano     | Japón          |
| 2007 | Abbas Kiarostami   | Irán           |
| 2008 | Agnès Varda        | Francia        |
| 2009 | Sylvester Stallone | Estados Unidos |
| 2010 | Mani Ratnam        | India          |
| 2011 | Al Pacino          | Estados Unidos |
| 2012 | Spike Lee          | Estados Unidos |
| 2013 | Ettore Scola       | Italia         |
| 2014 | James Franco       | Estados Unidos |
| 2015 | Brian De Palma     | Estados Unidos |
| 2016 | Amir Naderi        | Irán           |
| 2017 | Stephen Frears     | Reino Unido    |
| 2018 | Zhang Yimou        | China          |
| 2019 | Costa-Gavras       | Grecia         |
| 2020 | Abel Ferrara       | Estados Unidos |
| 2021 | Ridley Scott       | Reino Unido    |
| 2022 | Walter Hill        | Estados Unidos |
| 2023 | Wes Anderson       | Estados Unidos |

### León de Oro por toda su trayectoria (Leone d'oro alla carriera)
Se otorga a directores, actores y otras personalidades del mundo del cine que se hayan distinguido en el arte. Entre los premiados se encuentran Charlie Chaplin, Manoel de Oliveira, Stanley Kubrick, Alida Valli, Sophia Loren y muchas otras figuras del cine internacional.

## Otras lecturas
- La Biennale di Venezia – Sitio web oficial (en inglés e italiano)

- Datos: Q49024
- Multimedia: Venice Film Festival / Q49024